# Stadion Mladost (Kruševac)
El Stadion Mladost (en serbio cirílico: Стадион Младост) es un estadio de fútbol de Kruševac, Serbia. El estadio tiene una capacidad para 10 331 espectadores, todos ellos sentados, y es propiedad del equipo local del FK Napredak Kruševac. El recinto fue inaugurado en 1976 y sometido a una importante renovación en 2011. El estadio acogió la final de la Copa de Serbia 2012 que enfrentó al Estrella Roja y al Borac Čačak.